# Juriniopsis niditiventris
Juriniopsis niditiventris är en tvåvingeart som först beskrevs av Charles Howard Curran 1928.  Juriniopsis niditiventris ingår i släktet Juriniopsis och familjen parasitflugor. Inga underarter finns listade i Catalogue of Life.